# 紀元前465年
紀元前465年（きげんぜん465ねん）は、ローマ暦の年である。
当時は、「ウィブラヌスとバルバトゥスが共和政ローマ執政官に就任した最初の年」として知られていた（もしくは、それほど使われてはいないが、ローマ建国紀元289年）。紀年法として西暦（キリスト紀元）がヨーロッパで広く普及した中世時代初期以降、この年は紀元前465年と表記されるのが一般的となった。

## 他の紀年法
- 干支 : 丙子
- 日本
  - 皇紀196年
  - 孝昭天皇11年
- 中国
  - 周 - 貞定王4年
  - 秦 - 厲共公12年
  - 晋 - 出公10年
  - 楚 - 恵王24年
  - 斉 - 平公16年
  - 燕 - 孝公33年
  - 趙 - 襄子11年
- 朝鮮
  - 檀紀1869年
- ベトナム :
- 仏滅紀元 : 80年
- ユダヤ暦 : 3296年 - 3297年

## できごと

### ペルシア
- アケメネス朝ペルシアの王クセルクセス1世は、長男とともに大臣のアルタバノス（英語版）に殺害された。ペルシアの将軍メガビュゾスは、この暗殺の首謀者の1人と考えられている。
- 数ヶ月の間、アルタバノスはアケメネス朝の支配権を握った。しかし、彼はメガビュゾスに裏切られ、クセルクセス1世の息子アルタクセルクセス1世に殺害された。

### ギリシア
- タソス島は、内陸地のトラキアとの競争、特に金山の所有が原因で、デロス同盟から離反した。キモンに率いられたアテナイ軍はタソス島を攻撃し、破った。

### 共和政ローマ
- 三年間続いたアエクイ族との戦いに勝利した。
- 戸口調査が行われ、孤児や寡婦を除いたローマの人口は10万4714人であった。

### 芸術
- アテナイのアゴラの西側に円形建造物が建造された。
- ペイディアスは、Athena Promachosと呼ばれる彫像の製作を始め、10年後に完成した。

## 死去
- クセルクセス1世:ペルシアの王（紀元前519年生）
- 勾践:越の王